# 第一合衆国銀行
第一合衆国銀行（だいいちがっしゅうこくぎんこう、英語: First Bank of the United States）は、1791年2月25日にアメリカ合衆国議会によって公認された銀行である。その公認期間は20年間だった。この銀行は、新たに形成されたアメリカ合衆国中央政府の財政的需要と要求事項を取り扱うために創設された。それまでは13植民地がそれぞれに銀行、通貨および財政制度と政策を持っていた。
正式には財務長官アレクサンダー・ハミルトンが、1790年アメリカ合衆国議会第1会期の最初の総会に提案し、この銀行の概念は北部の商人やニューイングランドの幾つかの州政府の中にその支持基盤と起源を持っていた。しかし、南部州はその主要産業が農業であり、中央集権的な銀行を要求せず、州の権限意識や北部の動機に対する疑念が強いものであり、その代議員からは大きな疑いの目を持って見られた。
銀行の公認は1811年、ジェームズ・マディソン大統領のときに失効した。しかし、1816年にマディソンは第二合衆国銀行という形でそれを復活させた。

## 投機家の天国
18世紀の最後の10年間、アメリカ合衆国には3つの銀行があったが、50以上の異なる通貨が流通していた。イギリス、スペイン、フランス、ポルトガルの貨幣や紙幣が、州、都市、辺境の店舗および大都市の事業家によって発行されていた。これら通貨の価値は恐ろしく不安定であり、それによって政治的には無関心な通貨投機家が不確実さで儲ける天国になっていた。さらに貨幣価値や為替レートがほとんど常にそれを受け取ることに合意する両者の間で無効だったり知らなかったりしており、特に海岸から離れた地域で甚だしかった。また、距離や未発達な道路および通信技術の欠如のために、貨幣価値が知られていないだけでなく知る術もなかった。アメリカ合衆国の投機家達はおよそ15セントで購入した債券をハミルトンの計画を通じて額面価値1ドルで支払われた。
銀行の支持者はもし国が成長し繁栄するのならば、普遍的に認められた標準貨幣を必要とし、国立銀行や物品税によって支援され支持されるアメリカ合衆国造幣局によって発行されるのが最善の道と主張した。

## 銀行設立の概要
1791年、最初のアメリカ合衆国銀行、時として「第一アメリカ合衆国銀行」と呼ばれるものは初代アメリカ合衆国財務長官アレクサンダー・ハミルトンの支持によって提案され、その存在を開始した。
ハミルトンは造幣局と物品税の創設に並行して銀行を創設する目的を次のように述べた。
- 新たに形成されたアメリカ合衆国の財政的秩序、透明性および前例を作ること
- 新しい国のために国内および国外から信用を得ること
- アメリカ独立戦争の直前および戦争中に大陸会議が発行した通貨「コンティネンタル」の兌換できない問題を解決すること

フランスの財務大臣ジャック・ネッケルやイギリスの大蔵大臣ロバート・ウォルポールの申し子であるハミルトンは（その広範な読書も加えて）、一部地域や州のためではなく、国全体のための銀行を考案した。
アメリカ合衆国議会第1会期の最初の総会に提案したその計画に拠れば、アメリカ合衆国銀行の当初資金として1,000万ドルの株式を販売し、そのうちアメリカ合衆国政府が最初の200万ドル分の株式を購入して設立することを提案した。ハミルトンは、アメリカ合衆国政府が200万ドルを持っていないためにこれが実行不可能という反対を予測し、政府は銀行から貸し付けられた金で株式購入資金を作ることを提案した。借入金は10年間に均等割賦で返済されることとした。
株式の残り800万ドルは合衆国内および海外の大衆が購入できるものとした。この非政府購入について主要な要求事項は価格の4分の1は金あるいは銀で支払うことであり、残りは債券や受容できる紙幣などで支払い可能とした。
アメリカ合衆国銀行が実質的に50万ドルを「現金」で所有するという状態を主張し続けることで、その資本金である1,000万ドルまで貸付を受けられ、また受けるものとされた。しかし、ハミルトンがその概念の多くを引き出したイングランド銀行とは異なり、銀行の主要機能は商業と個人の利益だった。連邦政府のために関わる銀行の事業は、集金された税金の保管場所、実際のあるいは潜在的当座の収入ギャップを埋めるために政府に短期貸し付けを行うこと、歳入と歳出双方の金を貯めておくところというものであり、高度に重要と考えられたがまだ性格的には二次的なものだった。
アメリカ合衆国銀行の設立にはその他に譲れない条件があった。それらは以下の通りであった。
- 銀行は私的企業であること
- 銀行は1791年から1811年まで20年間運営する公認企業であり、それが切れたときは銀行とその認可を更新するか更新を否決するかは連邦議会に委ねられること。しかし、その公認機関は他の連邦銀行は認められないこと。州の場合はどんなに多くても望む州間銀行を認可できること
- 銀行は不適当と思われることを避けるために次を行うこと
  1. 国債を購入することの禁止
  2. 取締役の定期的交代の義務化
  3. その資本金を超える紙幣の発行と負債を負うことの禁止
- 外国人は海外居住と合衆国内居住を問わず、アメリカ合衆国銀行の株式保有を認められるが、選挙権は認められないこと
- 財務長官は政府の自由に積立金を除去し、会計簿を検査し、および週に1回銀行の条件に関する声明を要求できること[3]

政府会計の当座および今後の要請に円滑に対応できるために、銀行は「1791年末に期限が来始める想定州債の利子支払のため」追加資金源を必要とした。それらの支払は毎年788,333ドルが必要であり、また現行取引に引き当てられていた資金の欠損をカバーするために必要とされる38,291ドルの追加費用があった。
これを達成するため、ハミルトンは1年近く前に行った提案を繰り返した。輸入された酒類の関税引き上げと国内で蒸留されるウィスキーや他の酒類に対する物品税引き上げだった。これがウィスキー税反乱の原因だった。

## 反対
連邦議会の上院、下院ともに南部代議員の大半と同様（実際には一般の連邦議会議員の大半と同様）、国務長官のトーマス・ジェファーソンも議員のジェームズ・マディソンもハミルトンの提案3つのうち、正式な政府造幣局の設立とアメリカ合衆国銀行公認という2つのものに特に興味を示さなかった。彼等は、中央造幣局は銀行が商業の栄える北部の事業利益に専ら貢献し、農業中心の南部の利益にはならないと見たので、これらから南部は何ら恩恵を受けないと考えた。しかし、ジェファーソンやマディソンはその南部の仲間達と同様に、ハミルトンの3つめの提案に非常に大きな問題意識を持った。つまり、輸入及び国内の酒類に課される物品税引き上げの問題だった。これから上がる金がアメリカ合衆国銀行の運営に供されるということは、その大半が論理の通じないものだった。
南部の議員達はこの提案された物品税が南部に不均等に重くのし掛かってくることを恐れた。ジャクソンは「強い酒は生活の必需品だ」と宣言した。
法案の最初の部分、国立造幣局の概念と設立については実際に反対に会うこともなく成立した。2番目と3番目の部分（銀行と物品税）も同様に成立するものと見なされ、実際にそれぞれ成立した。法案の下院案は幾らか熱い反対もあったが容易に成立した。法案の上院案も同様であり、かなり少なくより穏和な反対があっただけだった。この時、「2つの法案が両院で違う、複雑な状態になった。上院ではハミルトンの支持者達が物品税に関して下院の修正案に反対した。」
ハミルトンは銀行法案を議会で通すために、議員の何人かと合衆国の首都をフィラデルフィアからポトマック川岸に移す運動を支援するということで取引を打った。
多くのアメリカ人は、国立銀行が利率をあげる「金融の独占」と、保護されると考えられる事業利益そのものに害を与えることにならないかを心配した。
銀行の設立は新しい政府における合憲性という初期の疑問ももたらした。当時財務長官だったハミルトンは、銀行が憲法で示唆されている政府の権限を確立する有効な手段だと主張した。国務長官のトーマス・ジェファーソンは銀行が伝統的な財産法を侵害しており、憲法における権限との関連性は弱いと主張した。結論は最終的にジョージ・ワシントン大統領に委ねられた。
ジョージ・ワシントンはアメリカ合衆国大統領としての任務を行うこと全てで前例を作っていることを認識しており、「銀行法」に署名して法として成立させることを躊躇した。ワシントンは全閣僚から文書で意見を提出させた。中でもハミルトンの意見を重視した。司法長官でバージニア州出身のエドムンド・ランドルフは、この法案が違憲だと考えていた。ジェファーソンもバージニア州出身だったが、ハミルトンの提案は憲法の精神にも文章にも反していることに合意した。さらに次のようだった。
ハミルトンは仲間の閣僚とは異なってニューヨーク州から称賛されており、直ぐに銀行の設立が違憲だと主張する者との議論を収めることに着手した。ハミルトンの反証は多く様々であったが、その中で主要なものは次の2つだった。
- 政府が人（法人）に対してできることを、「人工の人」、事業に対して行うことを拒否できない。また、アメリカ合衆国銀行は私的企業であって政府の機関ではなく、事業である。「かくして...政府の運営に委託された目的に関連して、アメリカ合衆国の主権に対して法人を起ち上げる主権は疑いもなくあり得ることである。」
- いかなる政府もその生い立ちから主権を有しており、「条件付きで目的を達する権利を持っている。...それは憲法に規定される制限や除外項目によって排除されるものではない。...[6]

ジェファーソンやマディソン等はアメリカ合衆国銀行の創設（およびそれに伴う物品税）は目的のための手段というよりも目的そのものと見なした。
ワシントンはなお躊躇し、単に待つこと、何もしないこと、およびその署名無しで法の成立を認めることのどれが分別が無いものであるか迷っていた。最終的に法案に対する反対者の故にあるいは反対者であるにも拘わらずのどちらかで、1791年4月25日、ワシントンは「銀行法」に署名し、法が成立した。

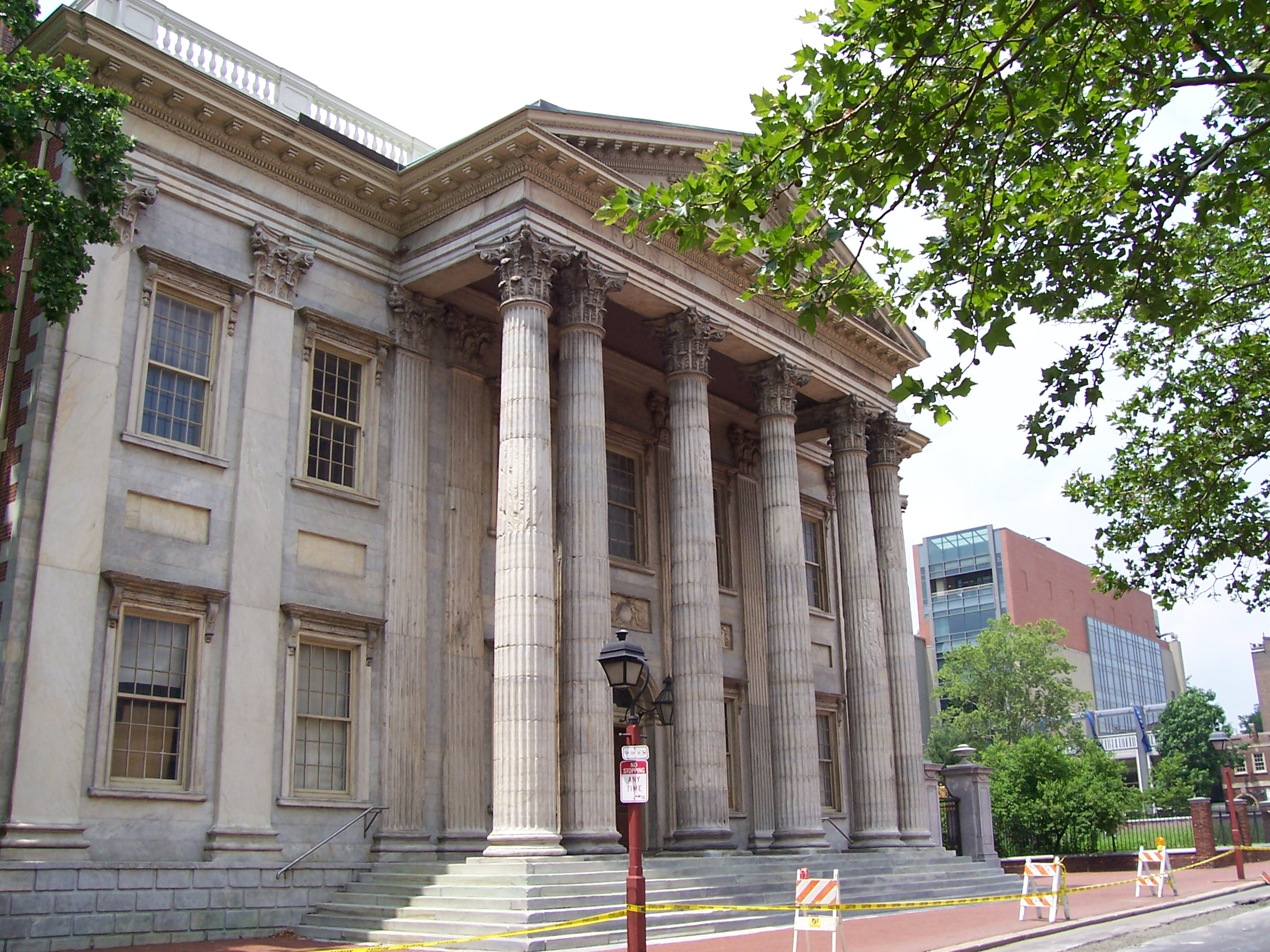
第一アメリカ合衆国銀行

## その後の経過
1795年にハミルトンが財務長官を辞めた後、新任のオリバー・ウォルコット・ジュニアが議会に対して、政府の財政状態のためにより多くの金が要ると報告した。これへの対応として、銀行株の政府持ち分を売却するか、税を上げるかどちらかだった。ウォルコットは株式の売却を推奨した。議会は直ぐに同意した。ハミルトンは負債の償還のために減少する資金を支えるにはその株式の持ち分が神聖犯すべからざる担保だと信じていたので反対した。ハミルトンはこれに反対する者を組織化しようとしたが、失敗した。
アメリカ合衆国銀行は連邦政府と共にペンシルベニア州フィラデルフィアに置かれた。18世紀、フィラデルフィアは英語を話す世界でも最大級の都市だった。銀行はカーペンターズ・ホールで運営を始めた。サミュエル・ブロジェットが設計した建物は1797年に完工した。銀行の公認は1811年に失効した。北アメリカ銀行の轍を踏む形となり、その後第2アメリカ合衆国銀行が継承した。
元第一アメリカ合衆国銀行の建物は、1987年5月4日に国立歴史史跡に登録された。2007年8月7日、フィラデルフィア南北戦争および地下鉄道博物館が2010年までにこの建物に入ると声明を出した。フィラデルフィア市長ジョン・F・ストリートはその移転の援助のために120万ドルの小切手を博物館に贈呈した。